# Saint-Ciers-sur-Gironde
Saint-Ciers-sur-Gironde és un municipi francès, situat al departament de la Gironda i a la regió de la Nova Aquitània. És un dels municipis situats al País Gavai o Gavacheria, que tot i trobar-se geogràficament a Occitània és de parla oïl (saintongesa)

## Demografia
| 1962                                       | 1968  | 1975  | 1982  | 1990  | 1999  | 2007  |
| ------------------------------------------ | ----- | ----- | ----- | ----- | ----- | ----- |
| 1.990                                      | 2.156 | 2.011 | 2.917 | 2.906 | 3.095 | 3.097 |
| Des de 1962: població sense dobles comptes |       |       |       |       |       |       |

## Administració
| Període   | Identitat          | Partit |
| --------- | ------------------ | ------ |
| 1977-1983 | Maurice Fouchier   |        |
| 1983-1989 | Paul Crotte        | PS     |
| 1989-2008 | Daniel Picotin     | UDF    |
| 2008-     | Anne-Marie Plisson | PS     |

## Agermanaments
- Orio
- Ivăneţu

## Galeria d'imatges

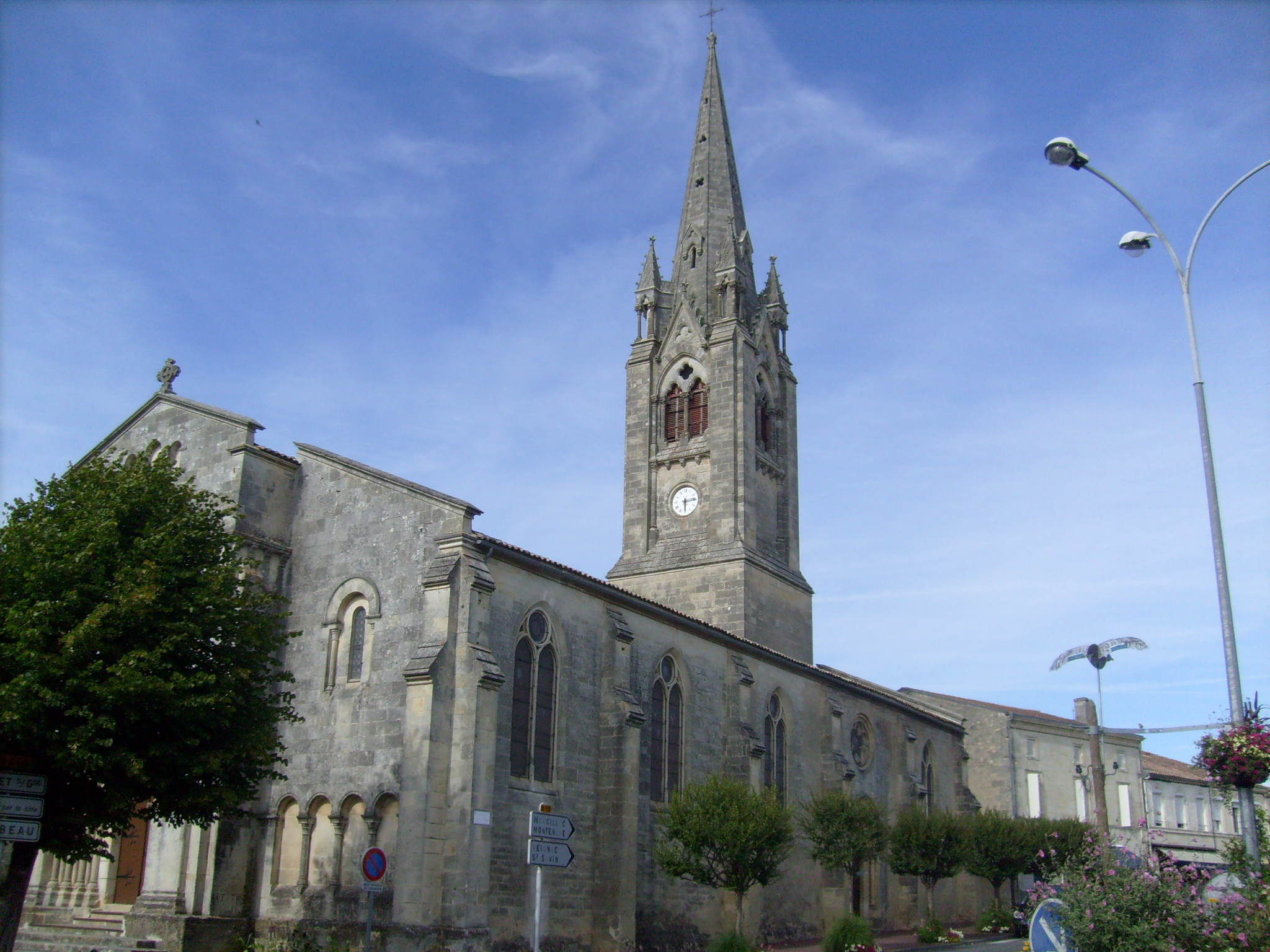
L'església de Saint-Paulin i Saint-Cyriaque
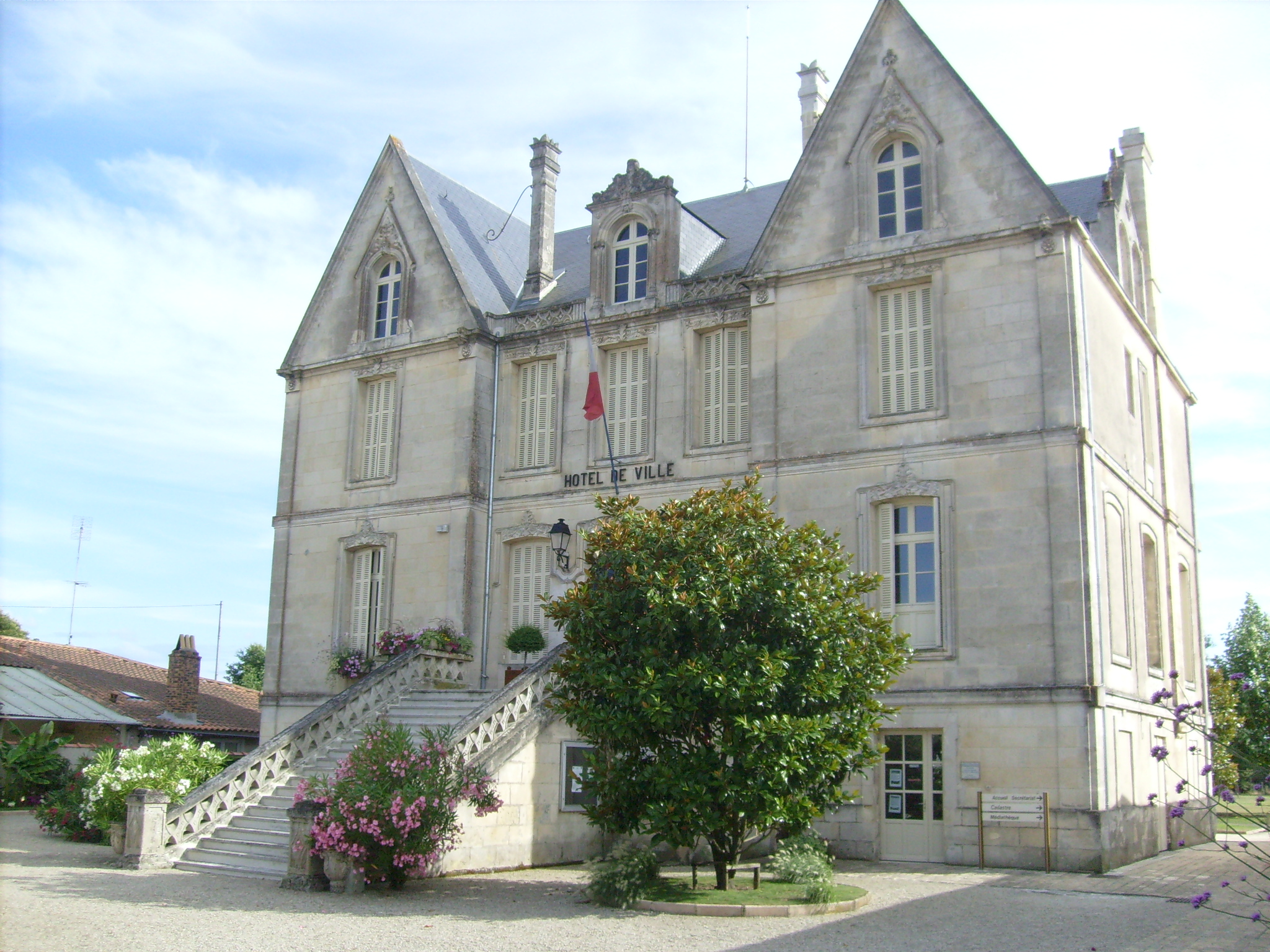
L'alcaldia
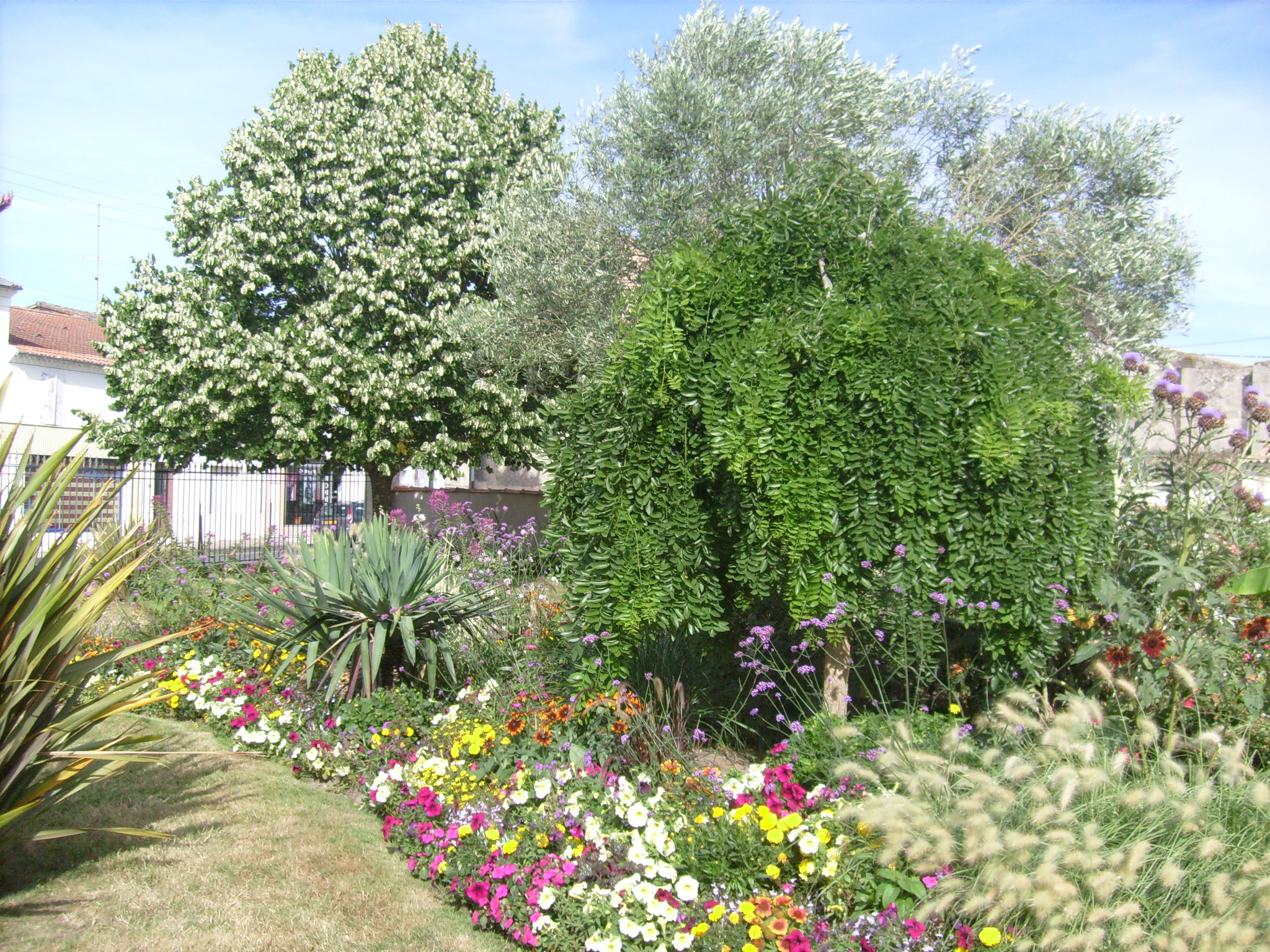
Els jardins de l'alcaldia
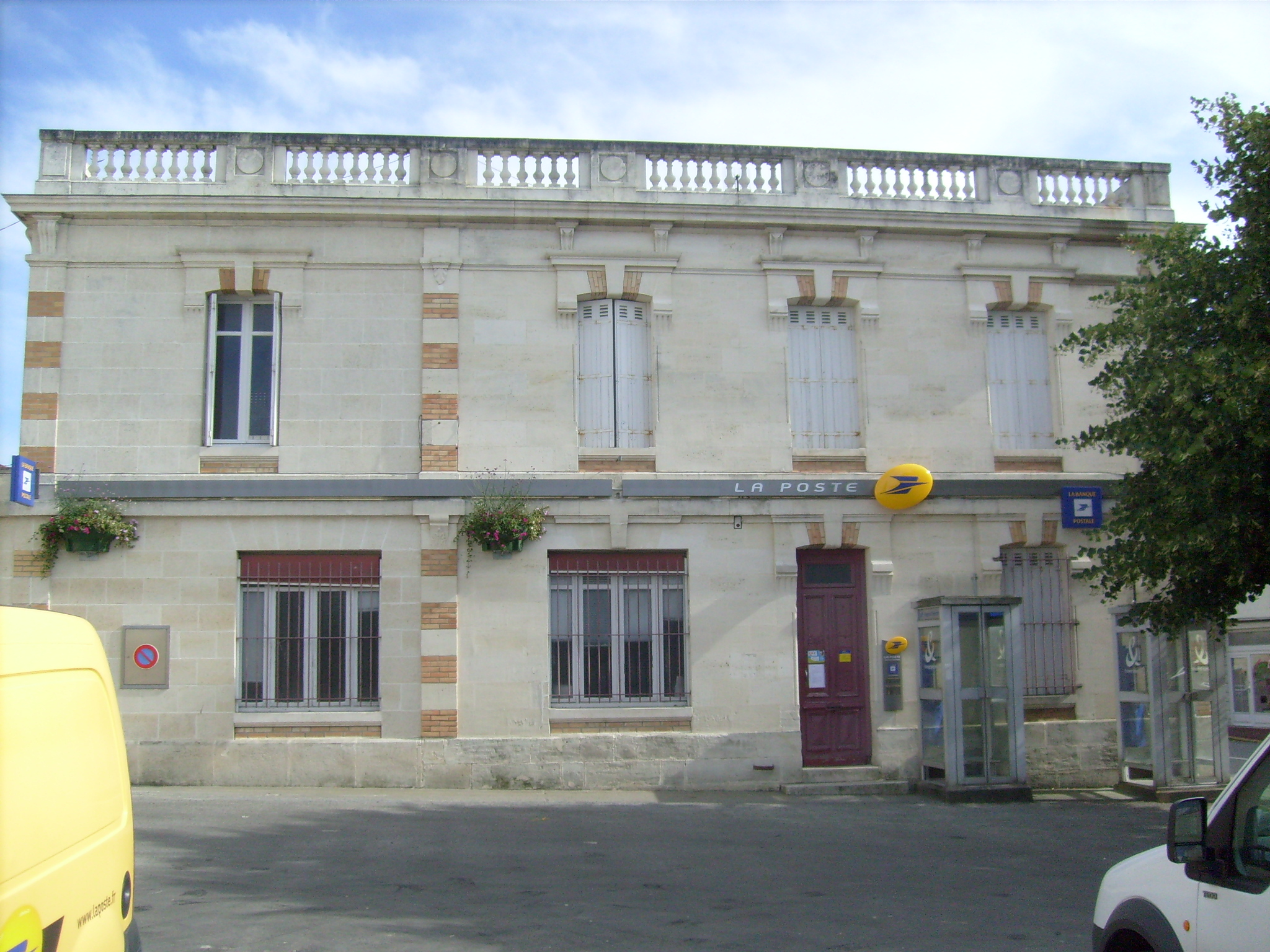
Correus
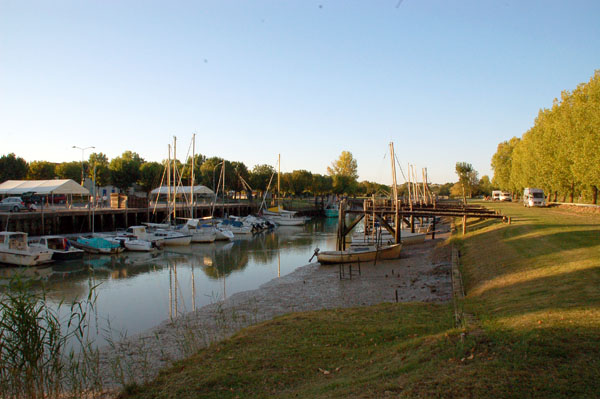